# NHL 2K (videojuego de 2000)
NHL 2K, conocido en Europa como Sega Sports NHL 2K, es un videojuego desarrollado por Black Box Games y publicado por Sega para Dreamcast.

## Desarrollo
El juego estuvo en desarrollo durante 12 meses.

## Recepción
| Recepción |              |
| --- | ------------ |
| Puntuaciones de reseñas Evaluador Calificación GameRankings 76% [ 2 ] Puntuaciones de críticas Publicación Calificación AllGame [ 3 ] Electronic Gaming Monthly 9/10 [ 4 ] GameFan 72% [ 5 ] Game Informer 8.25/10 [ 6 ] GamePro [ 7 ] Game Revolution B [ 8 ] GameSpot 8.6/10 [ 9 ] GameSpy 7.5/10 [ 10 ] IGN 8.6/10 [ 11 ] USA Today [ 12 ] |              |
| Puntuaciones de reseñas |              |
| Evaluador | Calificación |
| GameRankings | 76%          |
| Puntuaciones de críticas |              |
| Publicación | Calificación |
| AllGame | [ 3 ]        |
| Electronic Gaming Monthly | 9/10         |
| GameFan | 72%          |
| Game Informer | 8.25/10      |
| GamePro | [ 7 ]        |
| Game Revolution | B            |
| GameSpot | 8.6/10       |
| GameSpy | 7.5/10       |
| IGN | 8.6/10       |
| USA Today | [ 12 ]       |

El juego recibió críticas favorables según el sitio web de agregación de reseñas GameRankings. Evan Shamoon de Next Generation  dijo: "Si eres fanático del hockey y tienes una Dreamcast, definitivamente necesitas este juego. De lo contrario, quizás quieras esperar hasta el próximo año".
El juego vendió 140,000 copias.